# باشگاه فوتبال مولودیه الجزایر
باشگاه فوتبال مولودیه الجزایر (عربی: نادی مولودیة الجزائر) یک باشگاه فوتبال در شهر الجزیره، الجزایر است.
این باشگاه که در سال ۱۹۲۱ تأسیس شده است سابقه ۸ قهرمانی در لیگ حرفه‌ای فوتبال الجزایر، ۸ قهرمانی در جام حذفی فوتبال الجزایر، ۱ قهرمانی در جام اتحادیه فوتبال الجزایر، ۳ قهرمانی در سوپر جام فوتبال الجزایر و ۱ قهرمانی در لیگ قهرمانان آفریقا در سال ۱۹۷۶ را در کارنامه دارد.